# ایشتوان دوم
ایشتوان دوم (به مجاری: II. István) (زادهٔ ۱۱۰۱ میلادی- مرگ ۱ مارس ۱۱۳۱) پادشاه مجارستان و کرواسی از ۱۱۱۶ میلادی تا زمان مرگش بود.
او پسر کالمان بود و در زمان پدر تاج‌گذاری نمود، زیرا پدرش از برای آیندهٔ تاج و تخت و جانشینی پسرش نگران بود. در زمان پادشاهی او روابط مجارستان با روم شرقی رو به تیرگی بیشتر گرایید. همچنین مجارستان گرفتار جنگ با جمهوری ونیز نیز گردید. مرگ او به دلیل ابتلایش به دیسانتری بود.